# Chiesa di San Martino (Socchieve)
La chiesa di San Martino, monumento nazionale, sovrasta Socchieve dalla sommità di una collinetta presente al centro del paese. L'edificio deve la sua fama soprattutto al noto ciclo di affreschi, realizzato alla fine del XV secolo dal pittore Gianfrancesco da Tolmezzo (originario dello stesso luogo, nato nel 1450 circa).

## Storia
Il primo edificio religioso presente sull'altura doveva probabilmente risalire al VII secolo (oppure all'XI): venne poi ampliato in due fasi, rispettivamente nei XIV e XV secolo. Anche in base al ciclo di affreschi risalente al XIII secolo, si può ritenere che la sagrestia corrispondesse al coro dell'antico edificio medievale. L'attuale presbiterio, in origine, doveva invece essere l'aula (questo aspetto viene confermato dai lacerti presenti).
La maggior parte della decorazione interna è di epoca rinascimentale, opera di Gianfrancesco da Tolmezzo (appartengono alla sua mano tanto il ciclo di affreschi presenti nell'aula e nel coro quanto la pala d'altare). Elementi più recenti sono invece un orologio, risalente al XIX secolo e diversi arredi lignei, riconducibili alla stessa epoca o al XVIII secolo.
Come le altre chiesette della zona, anche San Martino ha sempre avuto un ruolo di filiale rispetto alla vicina pieve di Castoia. In tal senso, la chiesetta viene citata (insieme agli altri edifici allora esistenti nella zona) in alcuni documenti risalenti alla visita del vicario del patriarca di Aquileia, tale Agostino Bruno, avvenuta nel 1602. Per fortuna, il terremoto del 1976 non ha rovinato in modo irreparabile le opere presenti nell'edificio: diverse campagne di restauro promosse dalla Soprintendenza si sono succedute nel corso degli anni: quello del ciclo di affreschi, svoltosi negli anni ottanta, e quello della pala, avvenuto nel 1990.

## Architettura

### Esterno
L'aspetto attuale della chiesetta di San Martino risale per la maggior parte al XV secolo, epoca in cui la struttura dell'edificio originale venne cambiata radicalmente. Sono generalmente considerate pressoché immutate dall'epoca rinascimentale le zone dell'aula, della sagrestia, e del coro della chiesetta. Risalgono invece al XVII secolo il porticato esterno e il campanile a vela (come si può osservare, inoltre, quest'ultimo si fonde perfettamente con la facciata originale). La facciata del piccolo edificio è completamente rivestita di pietra lasciata allo stato grezzo. Le pareti laterali e il retro, invece, risultano essere completamente bianche.
Diversi elementi si stagliano sullo sfondo neutro costituito da queste zone: si osservino, ad esempio, il quadrante dell'orologio ottocentesco e le finestrelle della chiesetta. Il campanile a vela, che per tipologia è identico a molti altri tra quelli presenti sul territorio friulano, contiene una sola campanella. La copertura a capriate lignee del portico non è quella originale, ma in compenso è ancora in loco la porta ottocentesca della chiesetta (purtroppo l'elemento ridipinto, ma è ancora visibile la data riportata sullo stesso: 1880).

### Interno

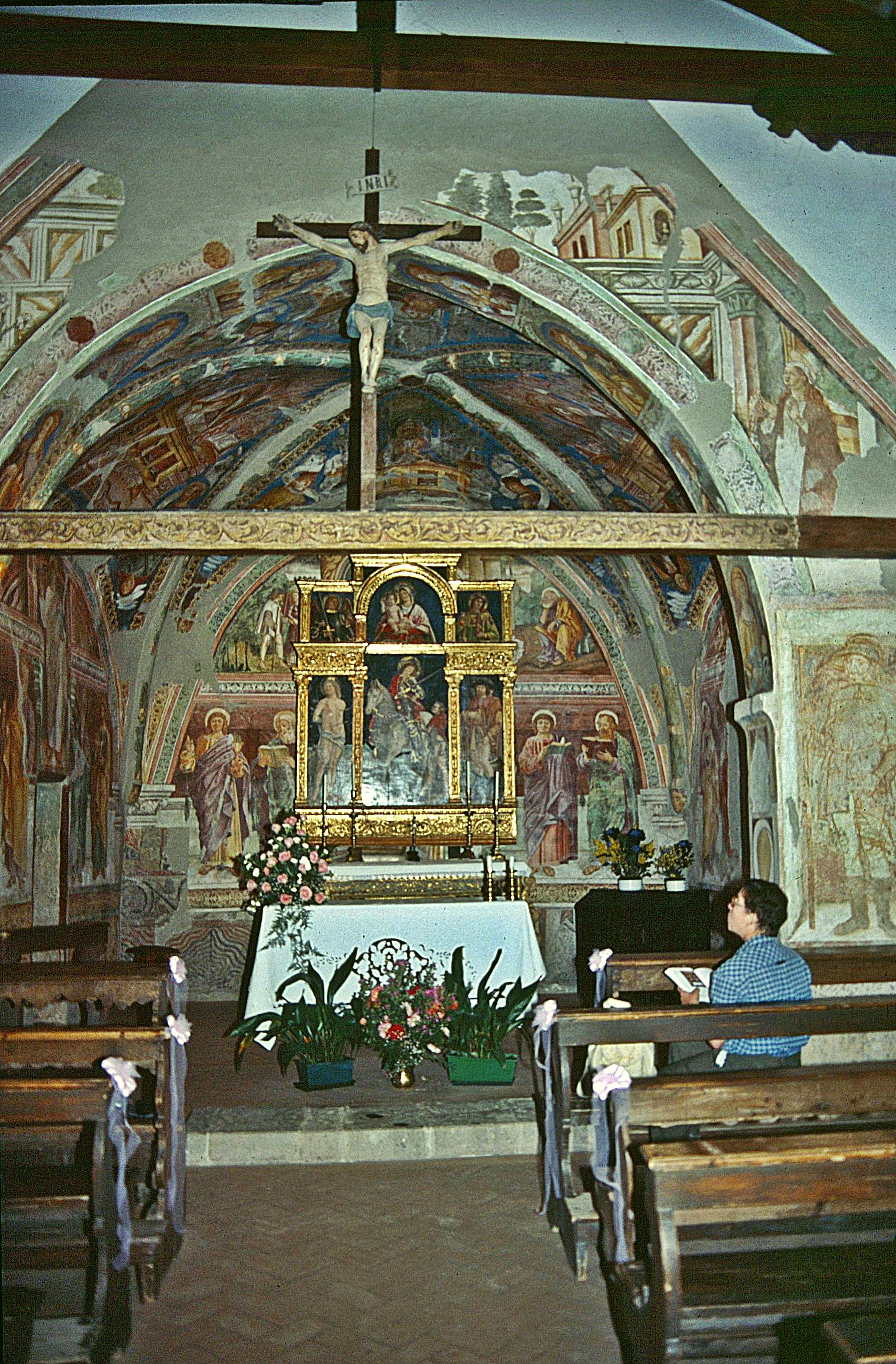
L'interno

Entrando, si accede alla piccola aula dell'edificio: è un ambiente privo di particolarità architettoniche, caratterizzato semplicemente dalla presenza di alcune finestre. Sovrasta la porta d'accesso all'edificio una terrazza lignea: si tratta della struttura che permette l'accesso ai meccanismi dell'orologio (lignea è anche la copertura a capriate della volta).
Il pavimento dell'aula, così come quello del coro, ha una storia particolare: dal giornale parrocchiale, nell'ambito dei numeri risalenti all'epoca dei restauri post-terremoto del 1976, si viene a sapere che la scelta relativa all'installazione di un pavimento in cotto all'interno della chiesetta derivò dal rinvenimento di alcune tracce della presumibile pavimentazione originale, ritrovate in fondo alla fossa presente al di sotto del masso che permette il funzionamento dell'orologio. Giungendo in fondo all'aula, ci si trova davanti all'accesso del coro, caratterizzato da un arco a tutto sesto. L'elemento è di tipologia architettonica piuttosto semplice: l'unico dettaglio rilevante è costituito da due sporgenze, poste ai lati dell'elemento. Il coro, invece, è decisamente più interessante dal punto di vista architettonico. La copertura dell'ambiente è costituita da una bella volta a crociera. Due delle pareti presentano al centro una finestrella: questi elementi forse erano già presenti in epoca rinascimentale (sui bordi sono presenti delle cornici dipinte, che ricalcano perfettamente la forma di queste aperture). All'estremità del coro si può invece osservare la presenza di una piccola nicchia. Poco più in là, è presente l'accesso alla sagrestia, caratterizzato da una porta lignea dotata di un bel battente. La sagrestia è minuscola: il soffitto è molto basso e il pavimento risulta di antica fattura. Una piccola finestrella si apre invece sul lato sud.

## Apparato decorativo

### Decorazione rinascimentale

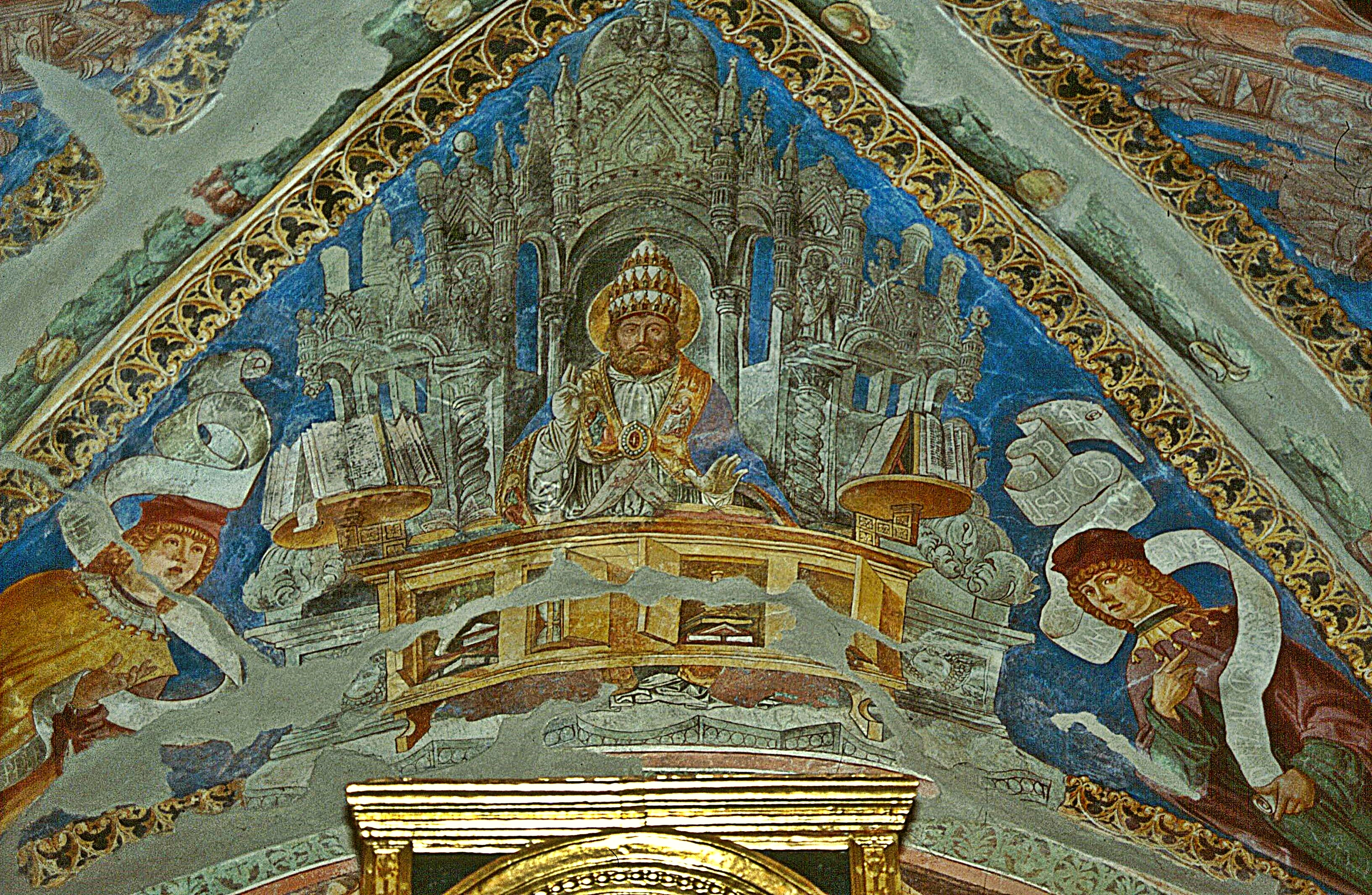
Affreschi di Gianfrancesco da Tolmezzo

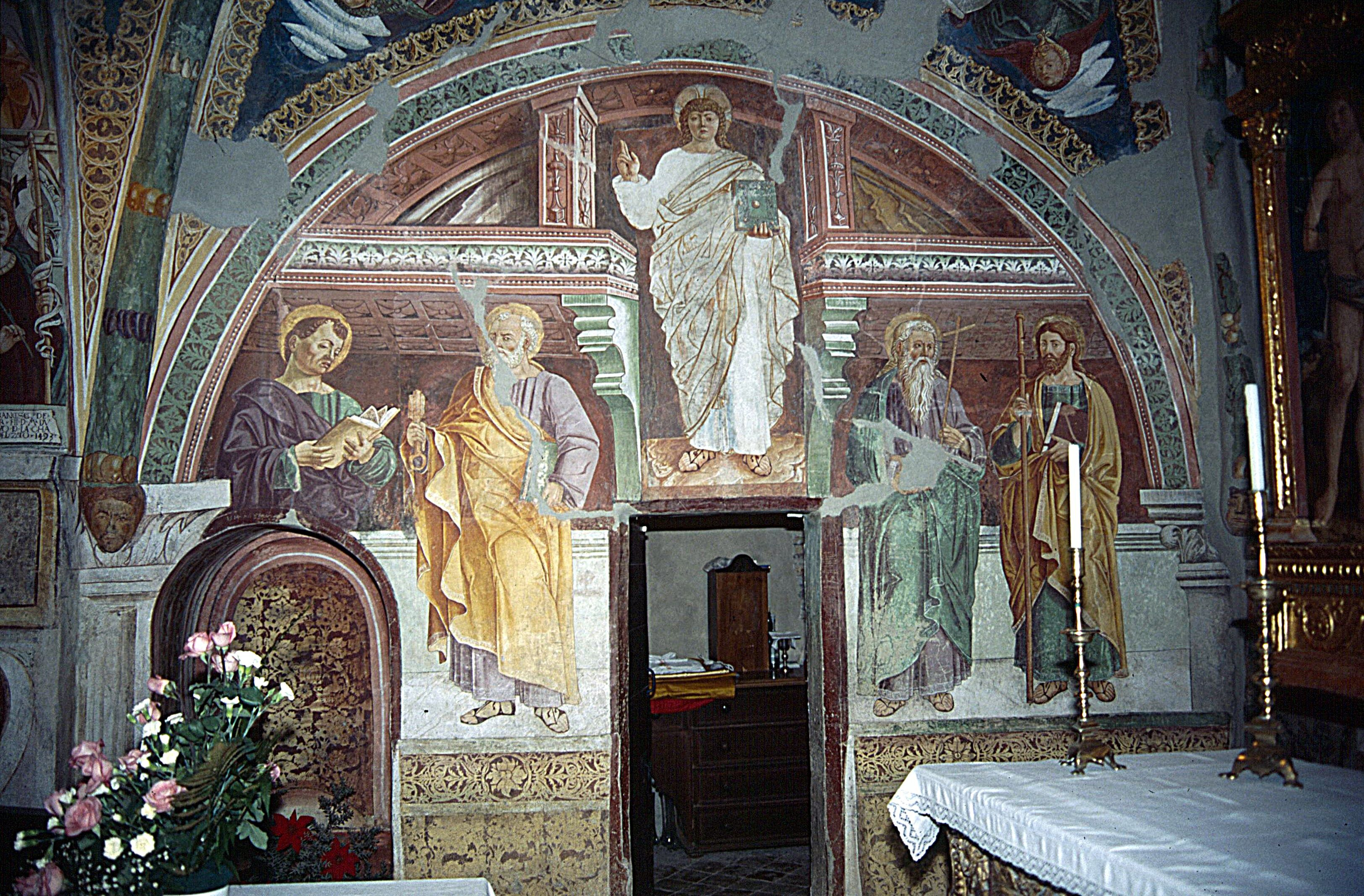
Affreschi di Gianfrancesco da Tolmezzo

Datato 1493 e firmato da Gianfrancesco stesso, il ciclo della chiesa di San Martino è la prima delle tre testimonianze visive che il pittore ha lasciato nell'ambito del suo paese di origine: la seconda è la più volte citata decorazione che ricopre la facciata, le pareti interne e le nicchie della piccola "Maina" (edicola votiva) presente di fronte all'ingresso della pieve di Castoia (ultimo decennio del XV secolo); la terza è invece il famoso polittico, conservato in questo stesso edificio e lasciato incompiuto dal pittore al momento della sua morte avvenuta nel 1511 (poi completato da un altro autore nel 1513). Il ciclo di San Martino ricopre la parte terminale delle pareti lunghe dell'aula, interamente tutto il contesto dell'arco di accesso al presbiterio e totalmente quest'ultimo ambiente. Il ciclo di San Martino viene ritenuto allusivo al Mistero della Redenzione. Andando con ordine, le prime raffigurazione che incontra colui che decide di visitare la chiesetta sono le due scene dell'aula, "San Nicola e la Trinità" (lato sinistro) e "San Martino con il povero" (lato destro). Alla base dell'arco sono rappresentati a sinistra "San Sebastiano" e a destra "San Rocco"; in alto, come di consueto, è raffigurata l'"Annunciazione". Nell'intradosso dell'arco sono invece rappresentate a mezzo busto otto sante martiri (sul lato sinistro: sant'Orsola, sant'Agata, santa Barbara, santa Dorotea; sul lato destro: santa Marta, santa Apollonia, santa Lucia, santa Caterina d'Alessandria). Nel registro più basso del coro sono rappresentati gli Apostoli, sovrastati in alto a sinistra dalla figura del Redentore. Sulla sommità della parete di fondo sono rappresentate a destra la "Natività" e a sinistra l'"Annuncio ai pastori". Sulla volta a crociera del coro sono rappresentati i quattro Dottori della Chiesa occidentale (Gregorio, Agostino, Ambrogio e Gerolamo) accompagnati in basso da diverse figure a mezzobusto, rappresentanti principalmente profeti. Al centro del coro troneggia il già citato polittico. Il ciclo di San Martino presenta moltissime costanti iconografiche rispetto alle decorazioni che Gianfrancesco realizzò nell'ambito regionale: tali elementi sono, ad esempio, le martiri rappresentate nel sottarco e i Dottori raffigurati nella volta del coro.

### Decorazione medievale
Risulta molto interessante anche la decorazione medievale presente all'interno dell'edificio: diversi lacerti si possono osservare in buona parte dello zoccolo del coro e nell'intero piccolo ambiente che attualmente funge da sagrestia. All'interno di quella stanza è rappresentata, lungo le pareti lunghe, una "Teoria di Apostoli". Sulla sommità della parete di fondo è rappresentato l'"Agnello mistico", con due figure di pavoni poste ai lati. Al centro della vota è rappresentato il Cristo racchiuso all'interno di una Mandorla e intorno ad esso sono raffigurati i simboli (solo in parte visibili, altrimenti intuibili) dei quattro evangelisti. Sul fronte dell'arco d'ingresso è inoltre presente un'ulteriore decorazione. Nello zoccolo del coro si può invece osservare parte delle raffigurazioni di alcuni santi e una lunga fascia decorativa caratterizzata dalla rappresentazione di girali e uccelli. In basso, sono infine presenti alcune onde, che ricorrono anche nell'ambito della sacrestia.
Altri elementi degni di essere ricordati sono il "Crocifisso" ottocentesco posto sulla sommità dell'arco di accesso al presbiterio e il "Paliotto" quattrocentesco che si può osservare alla base della pala.

## Il polittico di San Martino
Fulcro decorativo della chiesetta, quest'opera gioca un ruolo fondamentale nell'ambito della produzione artistica di Gianfrancesco da Tolmezzo. Come noto, venne ideata e solo in parte realizzata da quell'importante pittore: il suo completamento si deve infatti ad un ignoto artista di scuola veneta. Per chiarire le dinamiche che portarono al completamento di questo polittico, risulta necessaria prima di tutto l'analisi della sua cronologia: i documenti ci rendono noto che nel 1511, anno presumibile della morte di Gianfrancesco da Tolmezzo, l'opera non era ancora stata ultimata. Traendo riferimento dalla bibliografia specifica, si viene a sapere che i personaggi della parte bassa erano probabilmente già in gran parte realizzati; ma allo stesso tempo si comprende come le figure della zona superiore dovessero trovarsi prevedibilmente ancora in uno stato di abbozzo. Bernardino, genero del pittore, fece in modo che l'opera potesse essere completata da un altro artista e diede poi ordini affinché fosse collocata all'interno della chiesetta di San Martino. Ufficialmente, nel 1513 il polittico risultava terminato. Ripercorrendo i numerosi studi riguardanti quest'opera che sono stati sviluppati negli ultimi decenni, risulta subito chiaro quanto sia in realtà complicato distinguere tra le parti appartenenti alla mano di Gianfrancesco da Tolmezzo e quelle realizzate dall'ignoto pittore che la completò. 
Il polittico di San Martino è quindi una struttura in legno di pioppo, composta da una cornice dorata e da sei scomparti con alcune figure rappresentatevi. Le raffigurazioni sono di dimensioni diverse, più grandi nella parte bassa e più piccole nella zona alta. In basso sono raffigurati "San Sebastiano", "San Martino con il povero" e "San Rocco". Nella parte alta sono invece presenti le raffigurazioni di "San Michele arcangelo", della "Vergine con il Bambino" e di "San Lorenzo". Come consuetudine, le scene che risaltano di più sono quella riguardante la vita del santo titolare e la rappresentazione mariana che la sovrasta. Quelle raffiguranti gli altri santi sono invece più marginali, suddivise in due coppie di riquadri di uguali dimensioni (rispettivamente due rettangoli e due quadrati).